# Ibn Sàyyid-an-Nas
Fat·h-ad-Din Muhàmmad ibn Muhàmmad al-Yamurí al-Ixbilí (o Abu-l-Fat·h ibn Sàyyid-an-Nas al-Yamarí), més conegut com a Ibn Sàyyid-an-Nas (El Caire, 1263 – 1334), fou un poeta i historiador tunisià.
Era d'una família andalusina de Sevilla que s'havia establert a Tunis poc abans del 1200. El 1291 viatjà a Damasc per completar els seus estudis. Hom diu que va rebre lliçons de gairebé mil professors. A la seva tornada, va ser ell qui ensenyà als altres. Va compilar una biografia sobre el profeta Mahoma amb el títol Uyun al-àthar (Fonts dels monuments), i sota el títol de Buixra al-labib (Missatge de l'home de sentit), va col·leccionar els seus propis versos de pregària al Profeta. Va morir el 17 d'abril de 1334.